# NBC News
NBC News — новостной телевизионный канал США, принадлежащий National Broadcasting Company (NBC), начал свою работу 21 февраля 1940 года. Его основная программа, NBC Nightly News, транслируется из Студии 3B, расположенной на третьем этаже NBC Studios здания Джи-И, которое находится в Рокфеллеровском центре в Нью-Йорке.

## История

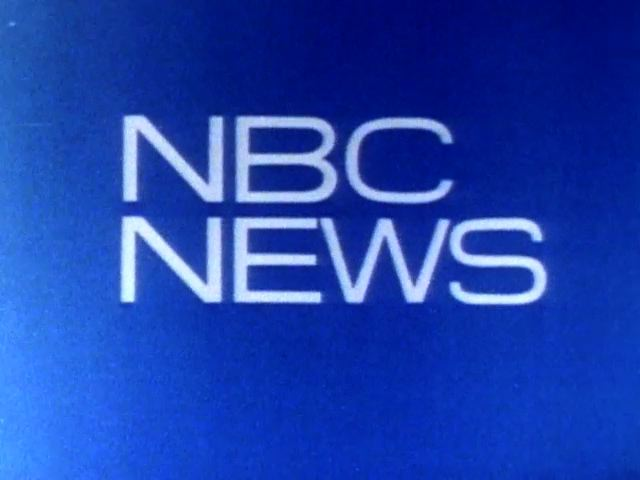
Логотип NBC News с 1959 по 1972 года.

Предшественницей NBC News была радиостанция WJZ, основанная 1 октября 1921 года. RCA (Radio Corporation of America) принадлежала General Electric и осуществляла вещание на средних волнах. Экспериментальное вещание с того же передатчика осуществляла Westinghouse Electric & Manufacturing Company, которая затем запустила первую лицензионную радиостанцию KDKA в Пенсильвании. 2 марта 1922 года американский провайдер почтовой связи AT&T (American Telephone and Telegraph Company) запустила в Нью-Йорке радиостанцию WEAF (Western Electric AT & T Fone).
Собственно NBC появилась в 1926 году по инициативе Давида Сарнова, когда RCA купила WEAF. В кампанию также вошли WJZ и WEAF. Вокруг них через год совместно с другими региональными радиостанциями образовались две радиосети: Blue Network (информационная и общественно-политическая) и Red Network (музыкальная). Такие названия даны за цвет карандашей, которыми инженеры обозначали на картах штаты США. Региональные радиостанции вошли в их таймслоты. 5 апреля 1927 года NBC дополнительно запустила радиостанции сетей Orange Network и Gold Network, которые действовали на западе США с учетом разницы в часовых поясах. 6 августа 1928 года NBC осуществила первую трансляцию радиопостановки «Настоящий народ» (Real Folks).
General Electric владела RCA и NBC до 1930 года, после чего была вынуждена их продать в результате антимонопольных обвинений. В 1930-х гг. NBC запустила на коротких волнах международную радиостанцию White Network, которая позже была закрыта, а ее функции перешли государственной радиостанции Voice of America (Голос Америки). В 1936 NBC транслировала по радио Олимпийские игры в Берлине. С 1939 NBC начала осуществлять телевещание. Первым транслируемым изображением стала фигурка кота Феликса. 1 июля 1941 года в Нью-Йорке NBC запустила телеканал WNBT (NBC Television).
Регулярные показы новостей начались на отдельном канале NBC News 21 февраля 1940 года с ведущим Ловеллом Томасом, и выходили в будние дни в 18:45. Телетрансляции происходили только в Нью-Йорке и длились 15 минут. В июне 1940 года NBC основала флагманскую станцию в Нью-Йорке W2XBS, переименованную в коммерческую WNBT в 1941 году (теперь WNBC). Станция транслировала 30¼ часов, освещая съезд Республиканской партии в прямом эфире непосредственно из Филадельфии. Для этого были задействованы ретрансляторы от Филадельфии до Нью-Йорка и в верхней части штата Нью-Йорк..
В 1940-е велись нерегулярные квазисетевые выпуски новостей на канале NBC WNBT в Нью-Йорке (WNBC), которые ретранслировались каналом WPTZ (ныне KYW-TV) в Филадельфии и WRGB в Скенектади в Нью-Йорке. Топливная компания «Esso» спонсировала некоторые выпуски новостей, а также кинохронику «Последние дни Второй мировой войны», транслируемую в Нью-Йорке, Филадельфии и Скенектади почти на 5 тыс. телевизоров. После войны в передаче NBC Television Newsreel транслировались основные новости с комментариями. Позже, в 1948 году, при спонсорстве компании по производству сигарет «Camel» передача была переименована на «Camel Newsreel Theatre», а потом, когда Джон Камерон Суэйзи стал ведущим, передача получила название «Camel News Caravan».
В 1948 году NBC стала сотрудничать с журналом «Life», чтобы освещать выборы президента. Телевизионная аудитория была небольшой, но доля NBC в Нью-Йорке была вдвое больше, чем где-либо в США. NBC нанимала собственные съемочные группы для съемок новостей. В 1951 NBC передача стала называться «Camel News Caravan» .

### Эпоха Хантли-Бринкли

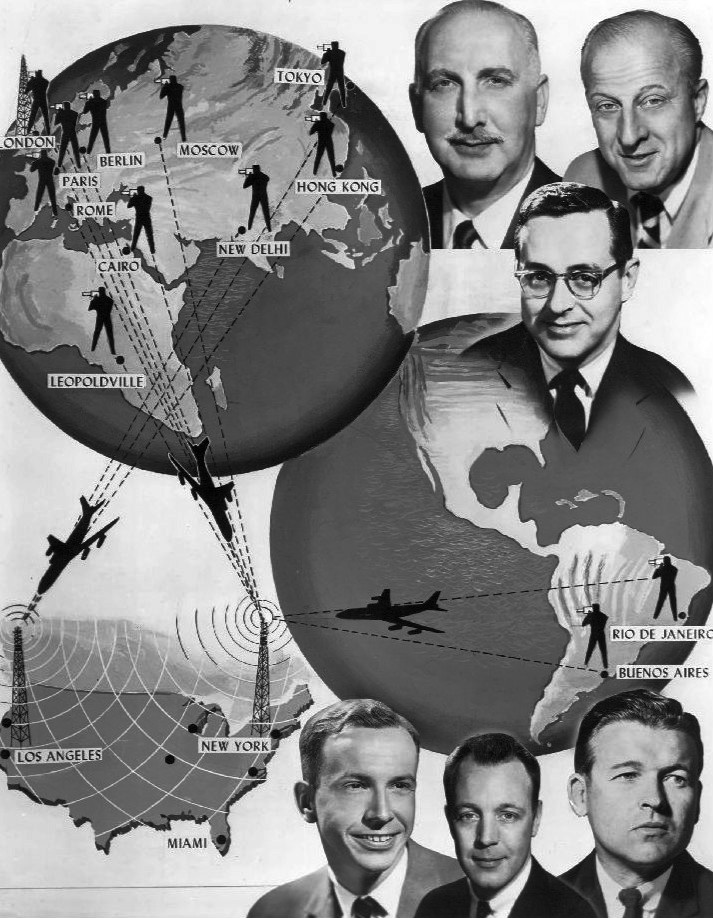

Телевидение стало играть все более заметную роль в американской семейной жизни в конце 1950-х годов, а NBC News называли телевизионным «чемпионом по освещению новостей». Президент NBC Роберт Кинтнер предоставил отделу новостей достаточное количество как финансовых ресурсов, так и эфирного времени. В 1956 году, сеть наняла телеведущих Чета Хантли и Дэвида Бринкли, которые с помощью репортеров, в том числе Джона Чанселлора, Фрэнка Макги, Эдвина Ньюман, Сандера Ванокура, Нэнси Дикерсон, Тома Петтита и Рэя Шерера, стали знаменитостями.
Созданная продюсером Реувеном Франком программа NBC «The Huntley–Brinkley Report» вышла в свет 29 октября 1956 года.

Логотип NBC 1954 года

Вице-президент NBC по новостям и связям с общественностью Дж. Дэвидсон Тейлор совместно с продюсером Реувеном Франком решили, что NBC будет вести телевизионное освещение движения за гражданские права. В 1955 году NBC осуществляла национальные репортажи о руководителе бойкота автобусных линий в Монтгомери Мартине Лютере Кинге-младшем в городе Монтгомери, штат Алабама. Репортажи вел Фрэнк Макги, тогдашний директор новостей филиала NBC в Монтгомери WSFA-TV, который позже присоединился к сети. Год спустя впервые по телевидению Джоном Чанселлором освещались события произошедшие в Центральной средней школе Литл-Рок, штат Арканзас, связанные с не допуском чернокожих учеников на занятия. Эти же события освещали репортеры: Сандер Ванокур, Герберт Каплоу, Чарльз Куинн и Ричард Валериани, которого ударили рукояткой топора на демонстрации в Марионе, штат Алабама в 1965 году.
В это же время Уолтер Кронкайт совместно с корреспондентами Фрэнк Макги, Рой Нил, Джей Барбри и Питер Хэкес обеспечил широкое освещение американских пилотируемых космических полетов в программах Проект Меркурий, Джемини и Проект Аполлон. NBC настроила свою самую большую студию, Studio 8H, для непрерывного освещения космических миссий. Он использовал модели и макеты ракет и космических аппаратов, карты земли и Луны, чтобы показать орбитальную траекторию, и сцены, на которых анимированные фигуры, созданные кукольником Биллом Бэйрдом, использовались для изображения движений астронавтов до того как появились телевизионные камеры на борту космического корабля. В Studio 8H записывались концерты Симфонического оркестра NBC и теперь это домашняя студия — Saturday Night Live. Репортаж NBC о первой посадке на Луну в 1969 году принес сети премию «Эмми».
В конце 1950-х годов президент NBC Кинтнер реорганизовал систему управления в сети, сделав Билла Макэндрю президентом NBC News, который стал подчиняться непосредственно Кинтнеру. Макэндрю занимал эту должность до своей смерти в 1968 году. Макэндрю сменил его исполнительный вице-президент, продюсер Реувен Франк, который занимал эту должность до 1973 года.
22 ноября 1963 года NBC прервала различные программы на своих дочерних станциях в 1:45 вечера, чтобы объявить, что президент США Джон Кеннеди был застрелен в Далласе штат Техас. Восемь минут спустя, в 1:53:12 вечера, корреспонденты Чет Хантли, Билл Райан и Фрэнк Макги начали вести репортаж о том, что происходит, когда это происходит; но так как камера не работала, репортажи были только аудио. Однако NBC не начала вещание в прямом эфире до 1:57 вечера по восточному времени. Примерно через 40 минут, после того как пришло сообщение о том, что Кеннеди был объявлен мертвым, NBC приостановила регулярное вещание и провели 71 час непрерывного освещения новостей об убийстве и похорон президента—включая единственную прямую трансляцию смертельного выстрела убийцы Кеннеди, Освальда Ли Харви, Джека Руби, когда Освальда вели в наручниках сотрудники правоохранительных органов через подвал полицейского управления Далласа..

### ЭпохаNBC Nightly News

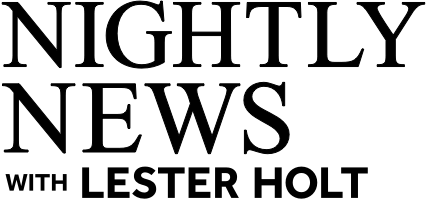
Логотип NBC Nightly News 2019 года

Рейтинг NBC начал снижаться к концу 1960-х годов и резко упал, когда Чет Хантли ушел в отставку в 1970 году (Хантли умер от рака в 1974 году). Потеря Хантли, а также нежелание RCA финансировать NBC News на том же уровне, на каком CBS финансировала свое новостное подразделение, оставили NBC News в депрессии. Основное новостное шоу NBC получило свое нынешнее название NBC Nightly News 3 августа 1970 года.
Сеть опробовала группу ведущих (Бринкли, Макги и Джон Чанселлор) в первые месяцы «Nightly News». Несмотря на усилия красноречивого и харизматичного Джона Канцлера, Nightly News в 1970-х годах в основном занимали вторые места в рейтинге новостных каналов. К концу десятилетия NBC пришлось бороться не только с мощной CBS, но и с растущей ABC, возглавляемой Roone Arledge. Том Брокау стал единственным телеведущим в 1983 году, после совместной работы с Роджером Муддом в течение года, и начал руководить деятельностью NBC. В 1986 и 1987 годах NBC впервые за многие годы заняла первое место в рейтинге Nielsens, но после изменения методологии рейтингов Нильсена опять вернулась на второе место. В конце 1996 года Nightly News снова переместились на первое место, которое она удерживала в течение многих лет. Брайан Уильямс принял на себя основные обязанности ведущего, когда Брокау ушел в отставку в декабре 2004 года. В феврале 2015 года, NBC отстранила Уильямса на шесть месяцев за то, что он рассказал неточную историю о своем опыте во время вторжения в Ирак в 2003 году. Он был заменен  Лестером Холтом на временной основе. 18 июня 2015 года было объявлено, что Холт станет постоянным ведущим, а Уильямс будет переведен на MSNBC в качестве ведущего последних новостей и специальных репортажей, начиная с августа.

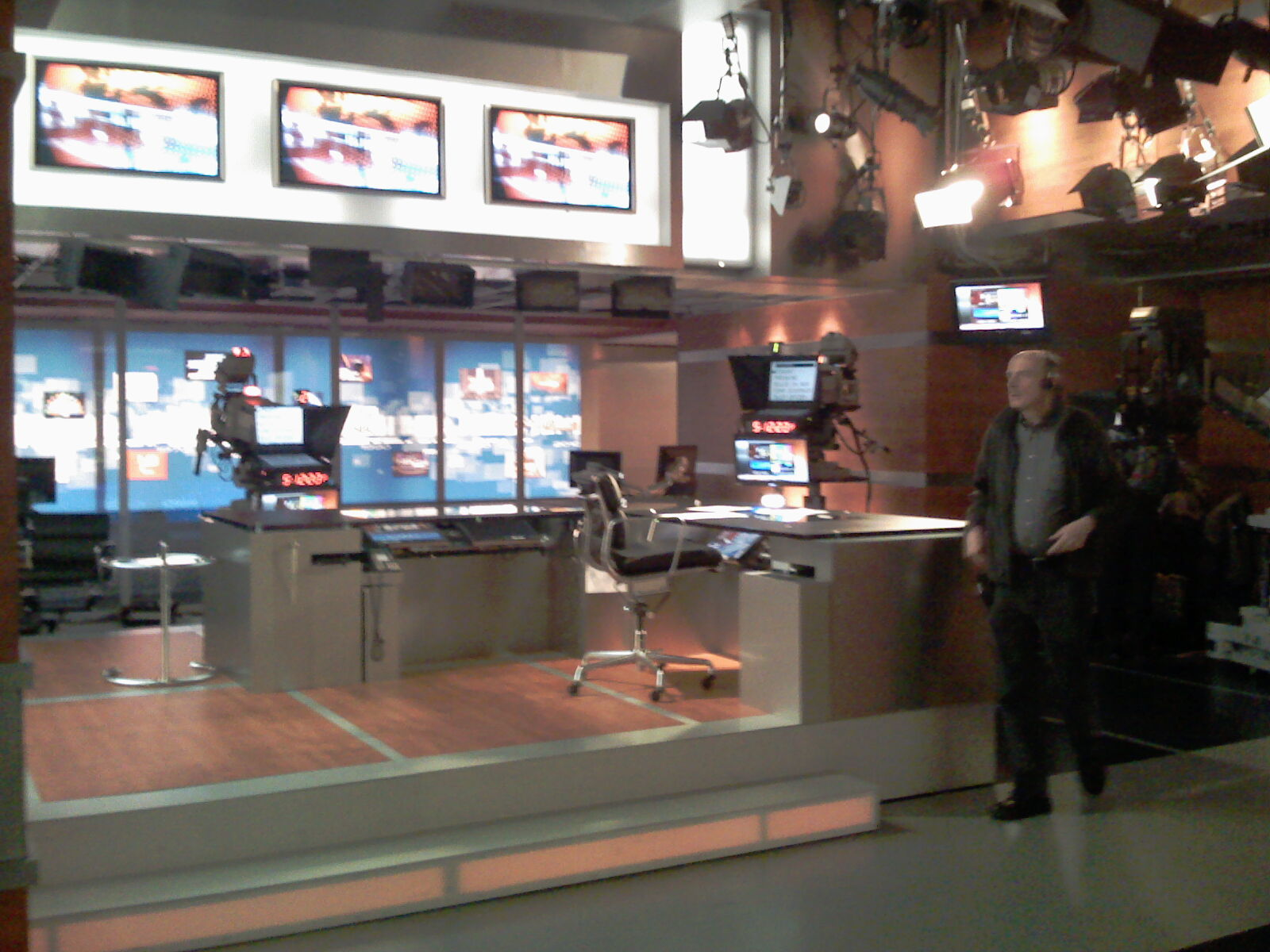
Студия программы вечерних новостей NBC Nightly News

В 1993 году «Dateline NBC» передала следственный отчет о безопасности грузовиков General Motors (GM). GM обнаружила, что «фактические кадры», использованные в передаче, были сфальсифицированы путем включения взрывчатых зажигательных веществ, прикрепленных к газовым баллонам, и использования неподходящих герметиков для этих баллонов. Впоследствии GM подала антидиффамационный иск против NBC, который публично признал, что результаты тестов были сфальсифицированы, и урегулировал иск с GM в тот же день.
22 октября 2007 года «Nightly News» переехала в свои новые студии высокой четкости, в студию 3C в NBC Studios на 30 Rockefeller Plaza в Нью-Йорке. 24-часовая кабельная сеть MSNBC, присоединилась к сети в Нью-Йорке в тот же день. Новые студии (штаб-квартиры) NBC News и MSNBC теперь расположены в одном районе.

### 2007–2016 годы
Во время финансового кризиса 2007—2008 годов NBC News настоятельно призвала NBC Universal сэкономить 500 миллионов долларов. По этому случаю NBC News уволила нескольких своих штатных репортеров, таких как Кевин Корк, Джинни Ом и Дон Тиг. Это было самое крупное увольнение в истории новостей NBC.
После внезапной смерти влиятельного модератора Тима Рассерта «Meet the Press» в июне 2008 года Том Брокау занял пост временного ведущего, а 14 декабря 2008 года Дэвид Грегори стал новым модератором шоу до 14 августа 2014 года, когда NBC объявила, что политический директор NBC News Чак Тодд займет пост 12-го модератора «Meet the Press», начиная с 7 сентября 2014 года. Последняя трансляция Дэвида Грегори состоялась 10 августа 2014 года.
К 2009 году NBC установила лидерство в сетевых новостях, транслируя самые рейтинговые утренние, вечерние и воскресные новостные программы-интервью. Его способность делиться расходами с MSNBC и участвовать в рекламе кабельной сети и доходах от абонентов сделала его гораздо более прибыльным, чем его сетевые конкуренты.

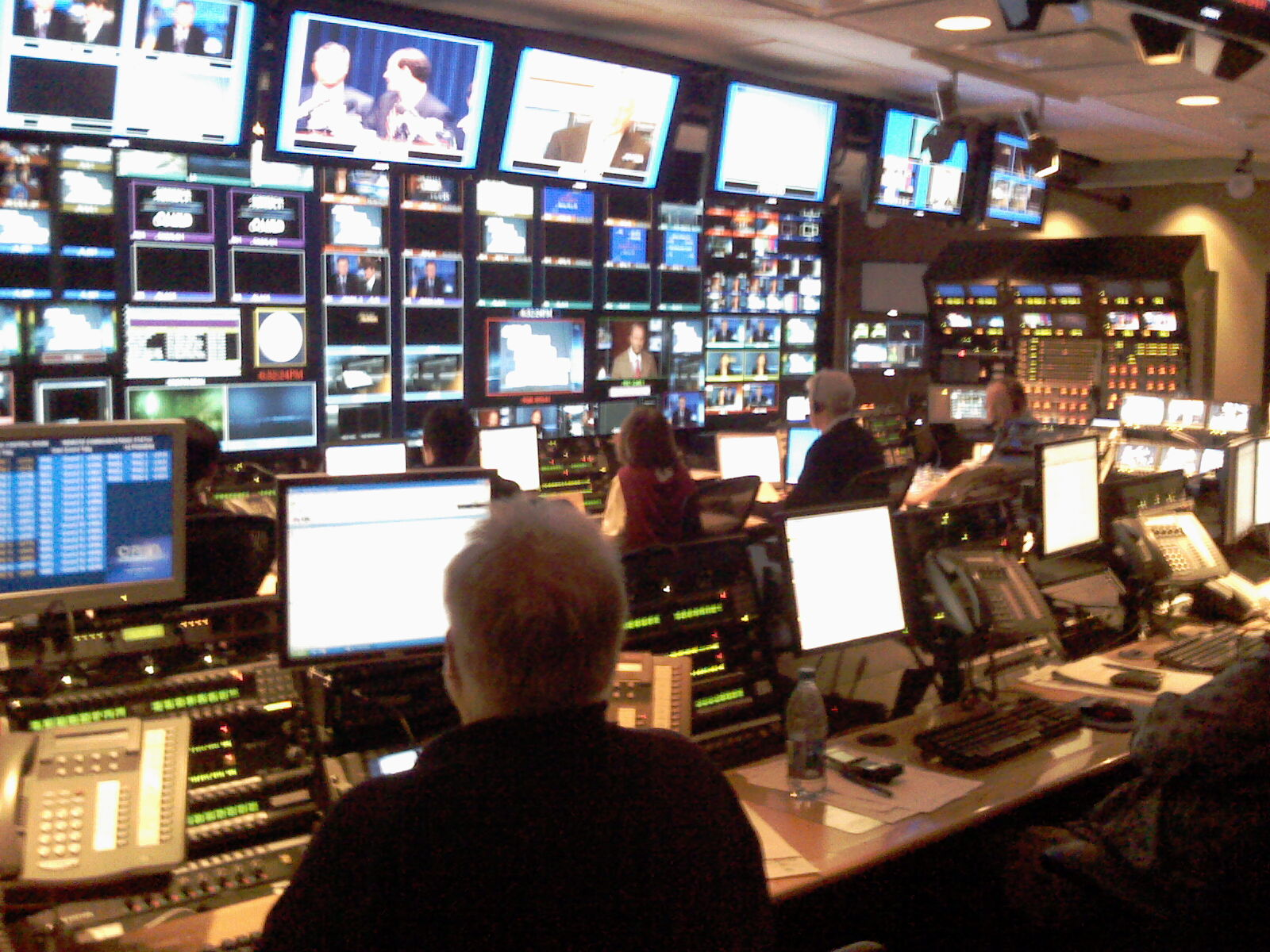
Телетрансляция NBC Nightly News, март 2008 года.

27 марта 2012 года NBC News передала отредактированный фрагмент из звонка 911, сделанного Джорджем Циммерманом до того, как он застрелил Трейвона Мартина. В редактировании создавалось впечатление, что Циммерман добровольно заявил, что Мартин был чёрным, а не просто ответил на запрос диспетчера, что подтвердило бы мнение о том, что стрельба была расово мотивирована. Организация по наблюдению за СМИ обвинила NBC News в тотальной лжи." В то время как NBC News первоначально отказалась от комментариев, информационное агентство действительно принесло извинения зрителям. The Washington Post назвала заявление «скупым на подробности о том, как именно произошла ошибка».
13 декабря 2012 года репортер NBC News Ричард Энгель и пять членов его команды, Азиз Акьяваш, Гази Балкиз, Джон Коостра, Иен Риверс и Аммар Шейх Омар, были похищены в Сирии. Сбежав после пяти дней в плену, Энгель сказал, что, по его мнению, за похищением стояла группа Шабиха, лояльная президенту Сирии Башару Асаду, и что команды был освобожден группой «Ахрар аш-Шам» пять дней спустя. Мнение Энгеля, однако, было оспорено с самого начала. В апреле 2015 года NBC, после дальнейших расследований The New York Times, которые предположили, что команда NBC «почти наверняка была захвачена суннитскими преступными элементами, связанными с Свободной сирийской армией», а не лоялистской шиитской группой, пришлось пересмотреть версию о похищении.

## В музыке
Большинство телешоу, выпускаемых NBC News, используют мелодию «The Mission», написанную Джоном Уильямсом в качестве тематической песни. Песня была впервые использована в NBC в 1985 году и была переделана в 2004 году.

## Подразделение филиалов
- Digital Channel NBC News
- NBC News Radio
- NBC Learn
- NBCUniversal Archives[англ.]
- Пресс-служба NBC
- Channel News NBC[29]

### Бывшие
- Peacock Productions[англ.]

## Премии
- Премия Джорджа Полка (1974)